# Togba Traoré
Pour les articles homonymes, voir Traoré.
Togba Traoré est un député et homme politique guinéen.
Il est député uninominal de la circonscription de Lola de mars 2020 au 5 septembre 2021 à l'Assemblée nationale. Il est membre du Rassemblement du peuple de Guinée de l'ancien président Alpha Condé.

## Parcours politique
Député uninominal de la commune de Lola de 2020 en 2021, élu lors des élections de mars 2020. Il est président de la commission des affaires économiques et financières, du plan et de la coopération, de la IXe législature de la république de Guinée sous la présidence d'Alpha Condé.